# Dellach, Dellach im Drautal
Dellach je naselje v Občini Dellach im Drautal v Okraju Špital ob Dravi  na Koroškem v Avstriji.